# (526) Jena
Pour les articles homonymes, voir Jena.
(526) Jena est un astéroïde de la ceinture principale découvert par Max Wolf le 14 mars 1904. Il a été ainsi baptisé en référence à la ville allemande de Iéna.

## Compléments